# Kastila
Kastila (Castilla) je rod rostlin z čeledi morušovníkovité. Zahrnuje 3 druhy stromů, rozšířených v tropické Americe.  Mají jednoduché střídavé listy a drobné květy v dužnatých květenstvích s receptákulem. Plodenství je rovněž dužnaté. Nejznámějším druhem je kastila kaučuková, která byla v minulosti zdrojem kaučuku.

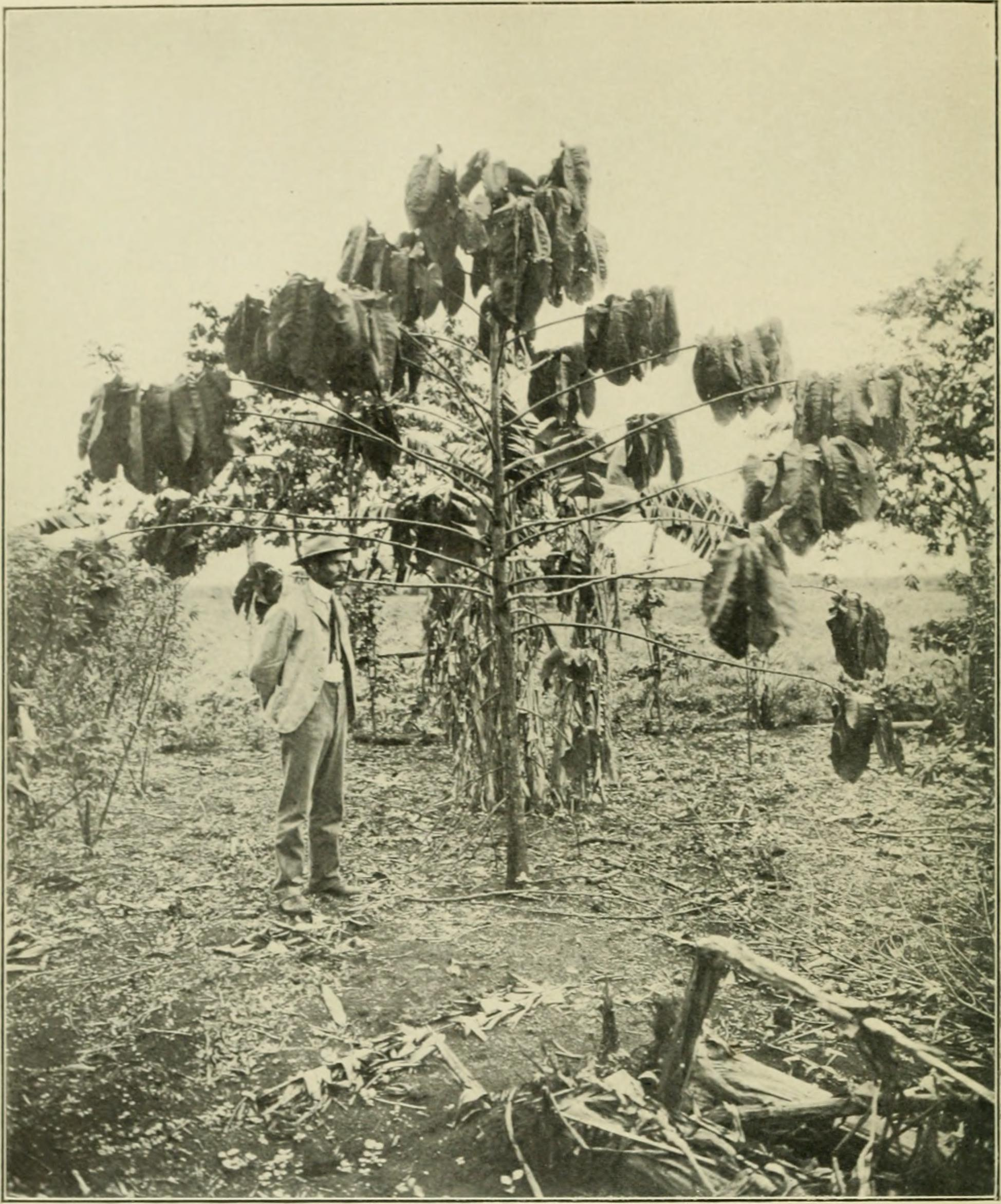
Fotografie kastily kaučukové na kubánské plantáži, rok 1904

## Popis
Kastily jsou jednodomé nebo dvoudomé stromy, dorůstající výšek 35 až 40 metrů. Listy jsou poměrně velké, jednoduché, střídavé, dvouřadě uspořádané, zubaté nebo celokrajné, krátce řapíkaté. Palisty jsou srostlé a kompletně obkružující stonek, velké a opadavé. Rostliny při poškození roní bílou, žlutou nebo hnědou, mléčnou, latexovou šťávu.
Květenství jsou jednopohlavná, vyrůstají na krátkých větévkách v paždí listů a spočívají na dužnatém receptákulu. Primární samčí květenství jsou stopkatá, rozšířená do dvouchlopňového disku, s receptákulem krytým střechovitě se překrývajícími šupinami. Obsahují několik až mnoho tyčinek. Samčí květy nejsou jasně ohraničené, tyčinky jsou jednotlivě nebo po dvou uspořádány podél lamel receptákula, promísené blanitými, volnými nebo srostlými listeny.
Samičí květenství jsou přisedlá, terčovitá, miskovitá až téměř kulovitá, jednotlivá nebo doprovázená malými, miskovitými až nálevkovitými samčími květenstvími 2. řádu. Obsahují několik až mnoho květů. Receptákulum je kryté překrývajícími se listeny. Samičí květy jsou volné nebo na bázi srostlé, s trubkovitým, celistvým nebo laločnatým okvětím. Semeník je částečně srostlý s okvětím nebo zanořený do receptákula a nese dvě páskovité blizny. Plodenství je dužnaté, 1,5 až 4,5 cm velké, složené z jednotlivých, na bázi srostlých plodů.

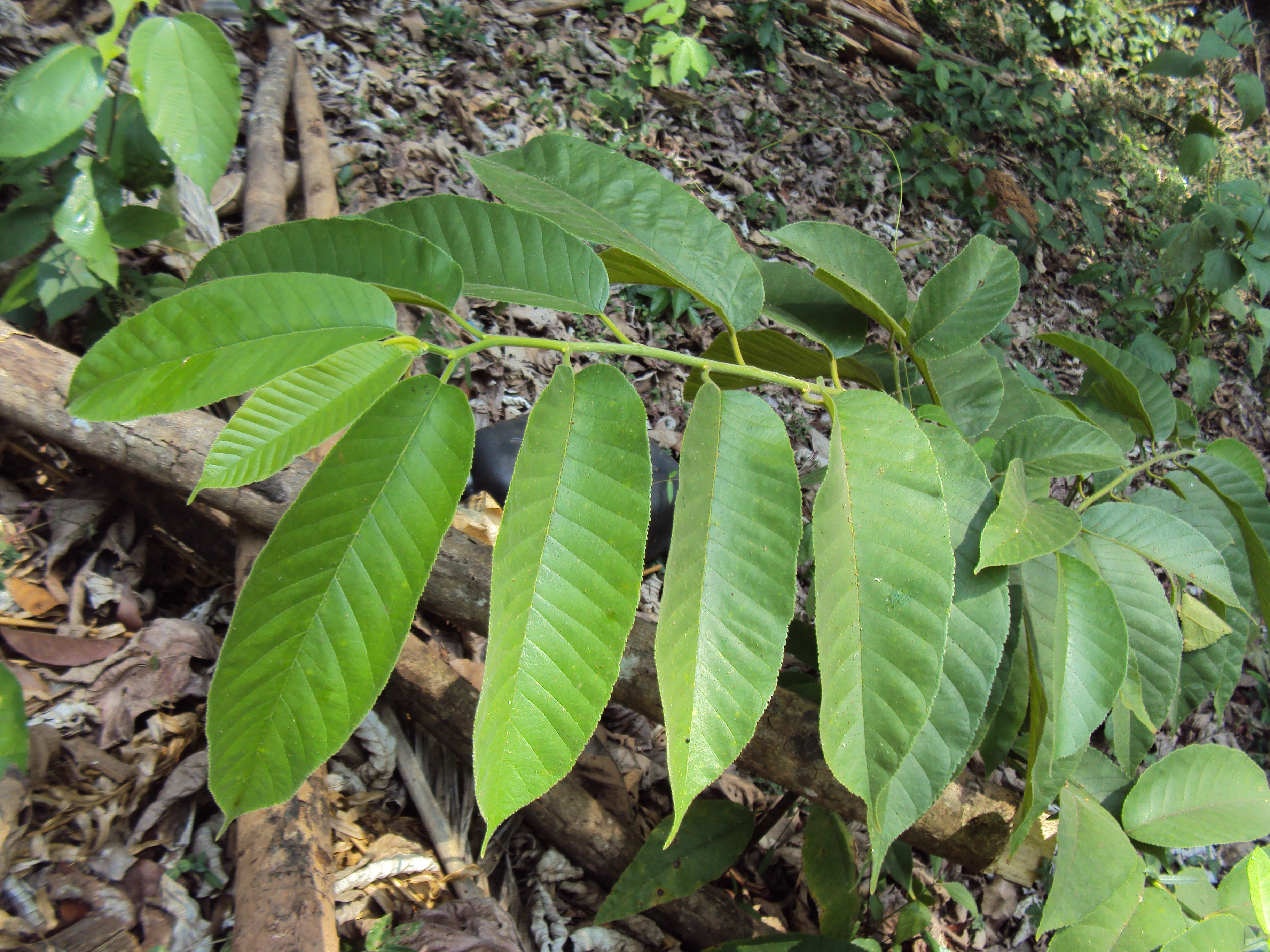
Větévka kastily kaučukové
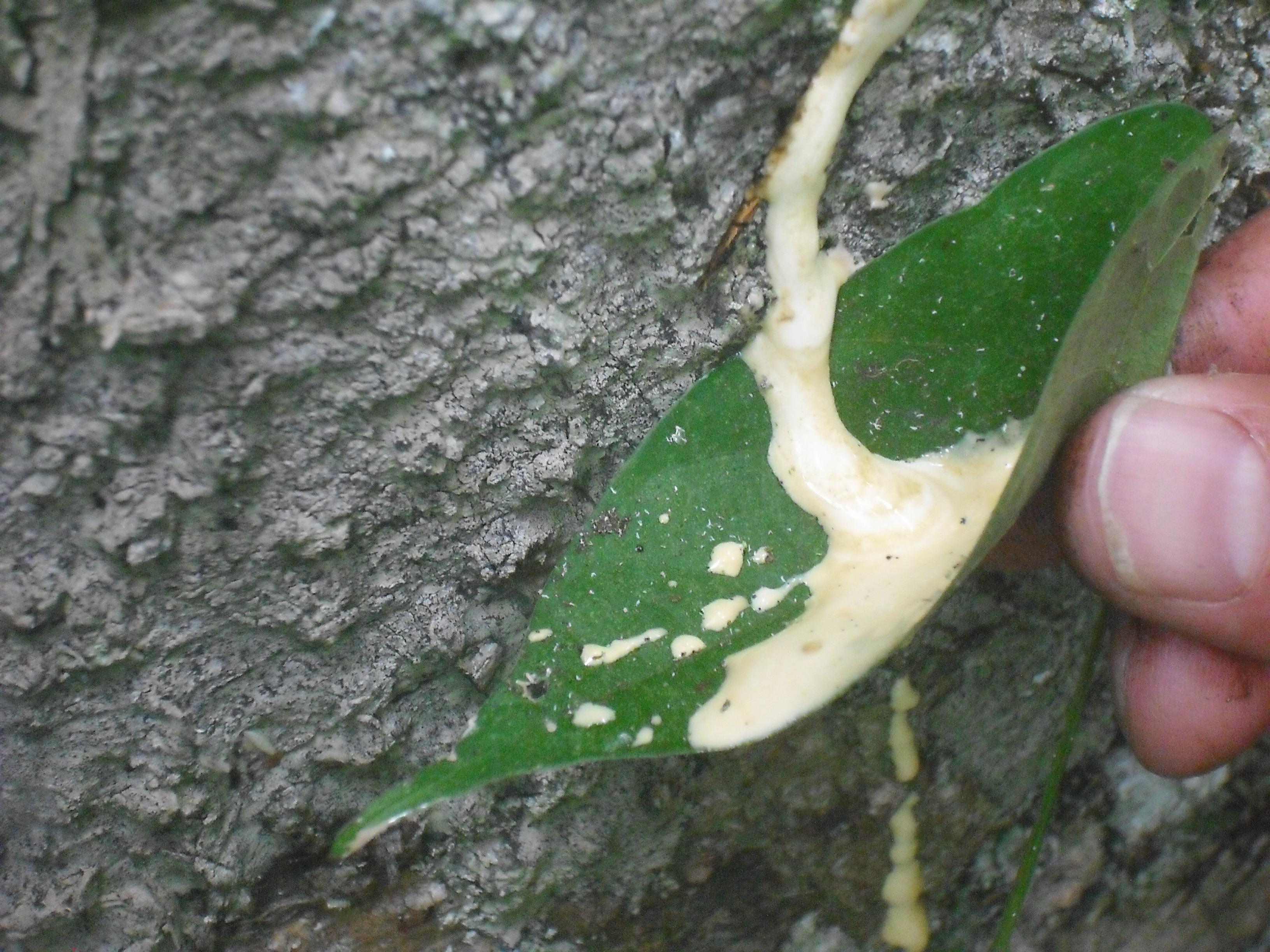
Latex kastily kaučukové
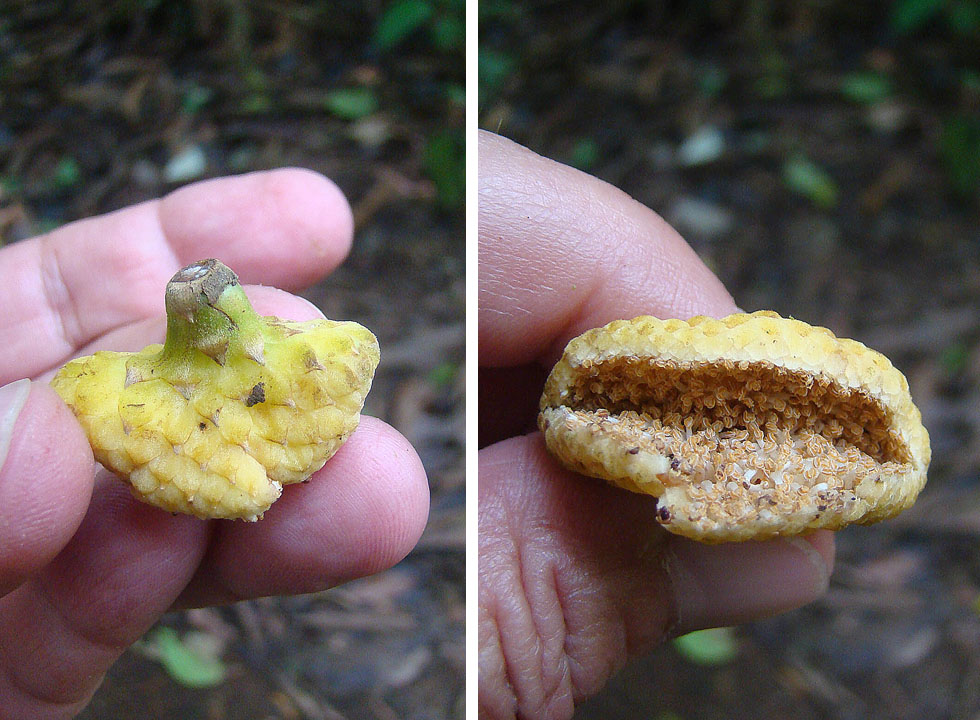
Plodenství kastily kaučukové

## Rozšíření
Rod zahrnuje jen 3 druhy. Je přirozeně rozšířen v tropické Americe od severního Mexika přes Střední Ameriku po Peru, Bolívii a střední Brazílii. Chybí na severovýchodě Jižní Ameriky a na Karibských ostrovech. Kastila kaučuková (Castilla elastica) pochází z Mexika a Střední Ameriky. Castilla ulei roste v Amazonii, Castilla tunu v oblasti od Střední Ameriky po Kolumbii a Ekvádor. Vlivem pěstování zdomácněla kastila kaučuková i v některých jiných oblastech tropů.
Kastily rostou jako součást tropických deštných lesů a sezónně suchých lesů v nadmořských výškách do 900 metrů.

## Ekologické interakce
O opylování kastil není mnoho známo. Na květech kastily kaučukové byly pozorovány drobounké třásněnky druhu Frankliniella diversa a F. insularis. Navštěvují samčí i samičí květenství, přičemž v samčích konzumují pyl. Řidčeji květy navštěvuje jiný hmyz, zejména jiné druhy třásněnek, některé drobné druhy vos parazitujících na třásněnkách (Ceranisus americensis) a mravenci. Výhradně na samčích květenstvích byli pozorováni i brouci a včely konzumující pyl.

## Taxonomie
Rod Castilla je v rámci čeledi Moraceae řazen do tribu Castilleae a podtribu Castillineae. Rostliny jsou velmi podobné rodu Perebea.

## Zástupci
- kastila kaučuková (Castilla elastica)[7]

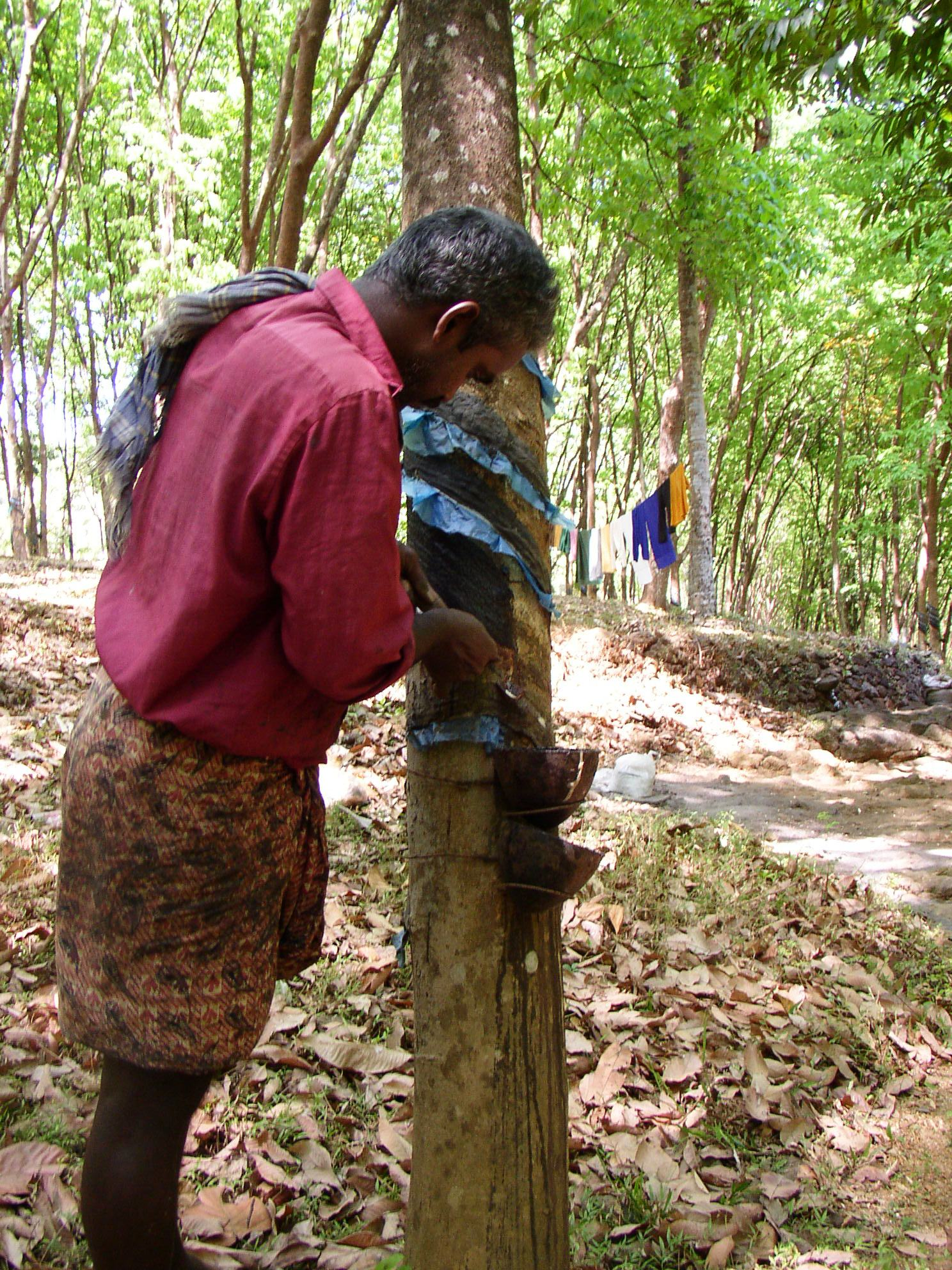
Sklizeň kaučuku na plantáži Castilla ulei v Indii

## Význam a historie
Kastila kaučuková byla historicky využívána domorodci Střední Ameriky jako zdroj kaučuku, který sloužil zejména k výrobě míčů pro tradiční rituální hry. Jako se zcela novým a v Evropě v té době neznámým materiálem se s tímto kaučukem seznámila již Kolumbova výprava. Význam kaučuku a poptávka po něm silně vzrostly po vynálezu vulkanizace (r. 1839). Nejprve byl získáván z planě rostoucích jedinců kastily, které byly pro větší výtěžek káceny, což vedlo k jejich rapidnímu úbytku. Později je jako zdroj ceněné suroviny zcela nahradil kaučukovník (Hevea).
Jako zdroj kaučuku sloužil také amazonský druh Castilla ulei. V současnosti je hospodářský význam kastil okrajový. Někdy jsou vysazovány na kávových a kakaových plantážích jako stínicí stromy.